# Braunlori
Der Braunlori (Chalcopsitta duivenbodei) ist eine Nektar trinkende Vogelart aus der Gattung der Glanzloris (Chalcopsitta).

## Merkmale
Diese seltene Art erreicht eine Körpergröße von etwa 31 cm und ein Gewicht von 200 bis 230 g. Die Färbung variiert je nach Unterart etwas. Die Grundfärbung ist dunkelolivbraun. Körperteile, wie Kinn, Stirn, Wangen, Flügelbug, Schenkel und Unterflügeldecken sind goldgelb gefärbt, welches ins schwarz übergeht. Die Augenringe und der Schnabel sowie die Füße sind schwarz mattiert. Zügel, Wachshaut und der Bereich um den Schnabel sind ungefiedert. Die Iris ist orangerot gefärbt. Jungtiere haben noch dunklere Farben und eine dunklere Iris.
Die 1915 von Oscar Neumann beschriebene Unterart C. d. syringanuchalis, welche ihm zu Ehren Neumanns Braunlori genannt wird, weist auf dem Kopf und dem Rücken ein dunkleres Braun auf, das bei vielen Exemplaren einen dunkelvioletten Einschlag zeigt.

## Verbreitung und Lebensraum
Der Braunlori ist in einem küstennahen Streifen im Norden Neuguineas zu finden. Während die Nominatform C. d. duivenbodei westlich von der Geelvinkbucht in Westneuguinea bis zum Gebiet um Aitape in der Provinz Sandaun (ehem. Westsepik) in Papua-Neuguinea vorkommt, schließt sich östlich ab Ataipe bis zur Astrolabebucht das Verbreitungsgebiet von C. d. syringanuchalis an.
Sein Lebensraum ist der dichte tropische Regenwald bis in eine Höhe von 200 m.

## Lebensweise

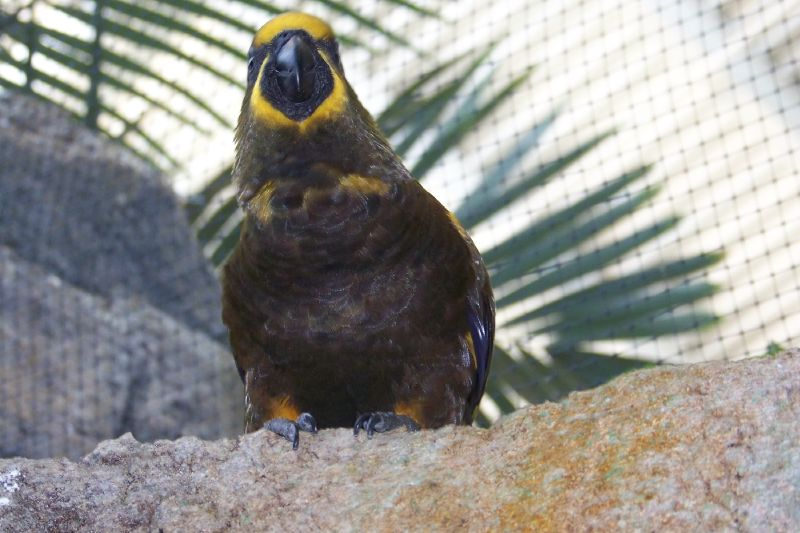
Frontansicht

### Verhalten und Ernährung
Die tagaktiven Vögel leben in Paaren oder kleineren Gruppen von etwa 10 bis 15 Tieren zusammen.
Wie bei allen Loris erfolgt die Nahrungsaufnahme durch eine lange, schmale Zunge, deren Spitze dicht mit Papillen besetzt ist. Die Hauptnahrung in der Natur sind Nektar, Früchte und Pollen. Durch ihren langen und eher zierlichen Schnabel sind sie an diese besondere Nahrung angepasst.

### Fortpflanzung
Die genaue Brutsaison der Braunloris ist unbekannt, aber meist ist der Brutbeginn ab März. Das Normalgelege besteht aus zwei bis vier Eiern und die Brutzeit beträgt 24 bis 26 Tage. Die Jungen verlassen nach 10 bis 11 Wochen das Nest. Es sind zwei Bruten im Jahr möglich.

## Haltung als Ziervogel

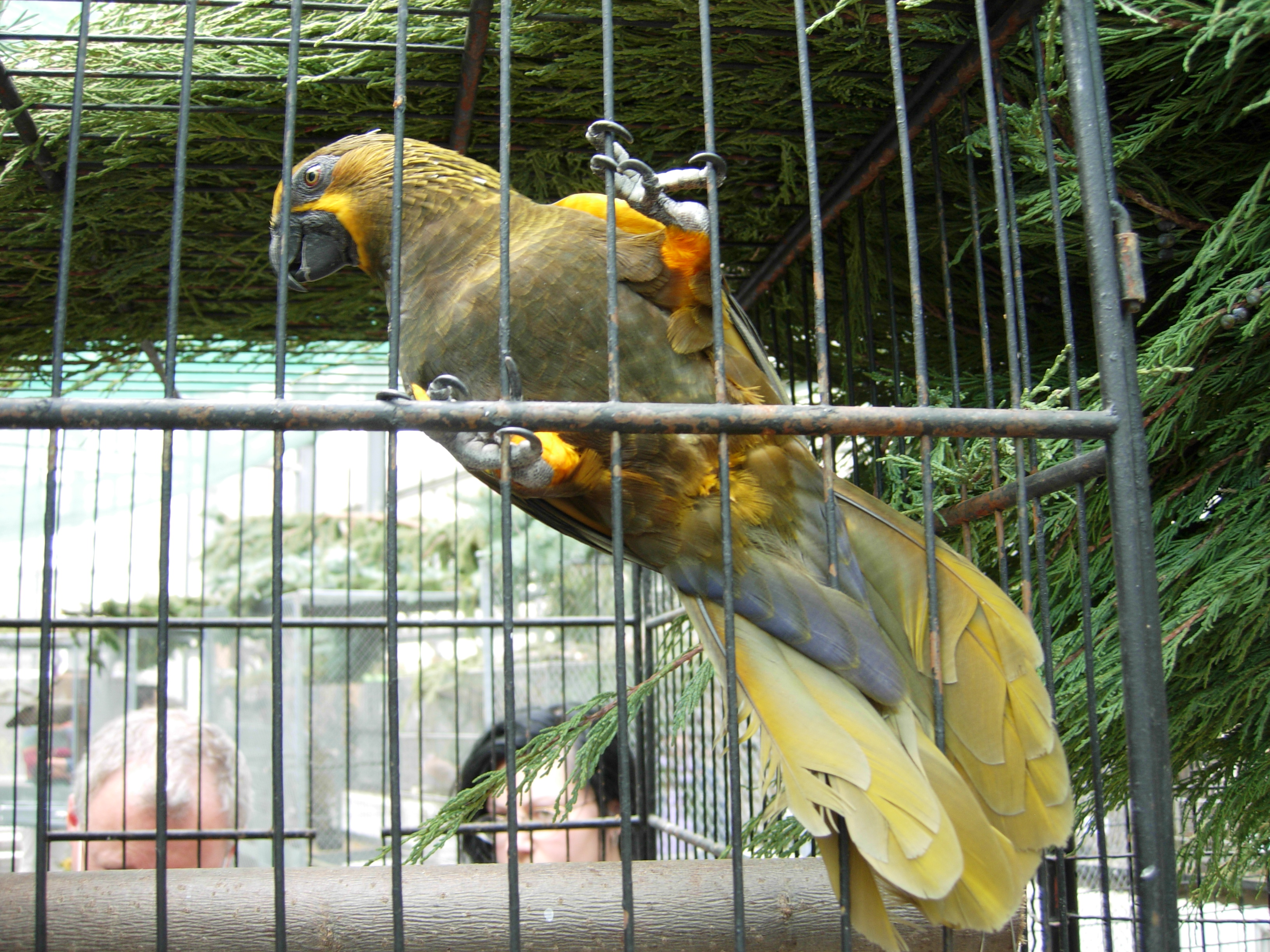
Braunlori in einer Voliere

Es sind sehr laute Papageien, die durch ihre Lebhaftigkeit auffallen. Wie allen Papageien muss ihnen anfangs etwas Zeit gegeben werden, da sie noch etwas misstrauisch sind. Später sind es sehr zutrauliche und wenig scheue Vögel, die nach der Eingewöhnungszeit unempfindlich und problemlos in der Pflege sind. Braunloris lassen sich gern von Wasser berieseln und baden gern ausgiebig. Es ist zu empfehlen, die Vögel in einer Außenvoliere mit einem beheizten Unterschlupf zu halten, da sie sehr flüssigen Kot abgeben und viel Platz brauchen.
Als Futter wird ein Brei aus Früchten, Blütenpollen, Bierhefe, Reisflocken, 7-Korn-Flocken, Traubenzucker und Magermilchjoghurt gereicht. Außerdem sind frische Zweige mit Knospen und Blättern anzubieten.

## Gefährdung
Der Braunlori wird seit dem 6. Juni 1981 im Anhang II des Washingtoner Artenschutz-Übereinkommens als zu schützende Art geführt. Diese und andere Maßnahmen führten zu stabilen Beständen, so dass die Art auf der Roten Liste der IUCN als nicht gefährdet (Least Concern) eingestuft ist.